# Encinas Reales (kommunhuvudort)
Encinas Reales är en kommunhuvudort i Spanien.   Den ligger i provinsen Province of Córdoba och regionen Andalusien, i den södra delen av landet, 400 km söder om huvudstaden Madrid. Encinas Reales ligger 444 meter över havet och antalet invånare är 2 439.
Terrängen runt Encinas Reales är platt åt nordväst, men åt sydost är den kuperad. Runt Encinas Reales är det ganska tätbefolkat, med 90 invånare per kvadratkilometer. Närmaste större samhälle är Lucena, 14,9 km norr om Encinas Reales. Trakten runt Encinas Reales består till största delen av jordbruksmark.